# Postil
Uma apostila (em latim: postilla; em alemão: Postille) era originalmente um termo para comentários bíblicos. É derivado do latim post illa verba textus (“depois dessas palavras do Texto”), referindo-se às leituras bíblicas. A palavra ocorre pela primeira vez na crônica (com referência aos exemplos de 1228 e 1238) de Nicolau Triveto, mas depois passou a significar apenas exposição homilética e, portanto, tornou-se sinônimo de homilia, em distinção ao sermão temático. Finalmente, depois de meados do século XIV, foi aplicado a um ciclo anual de homilias.

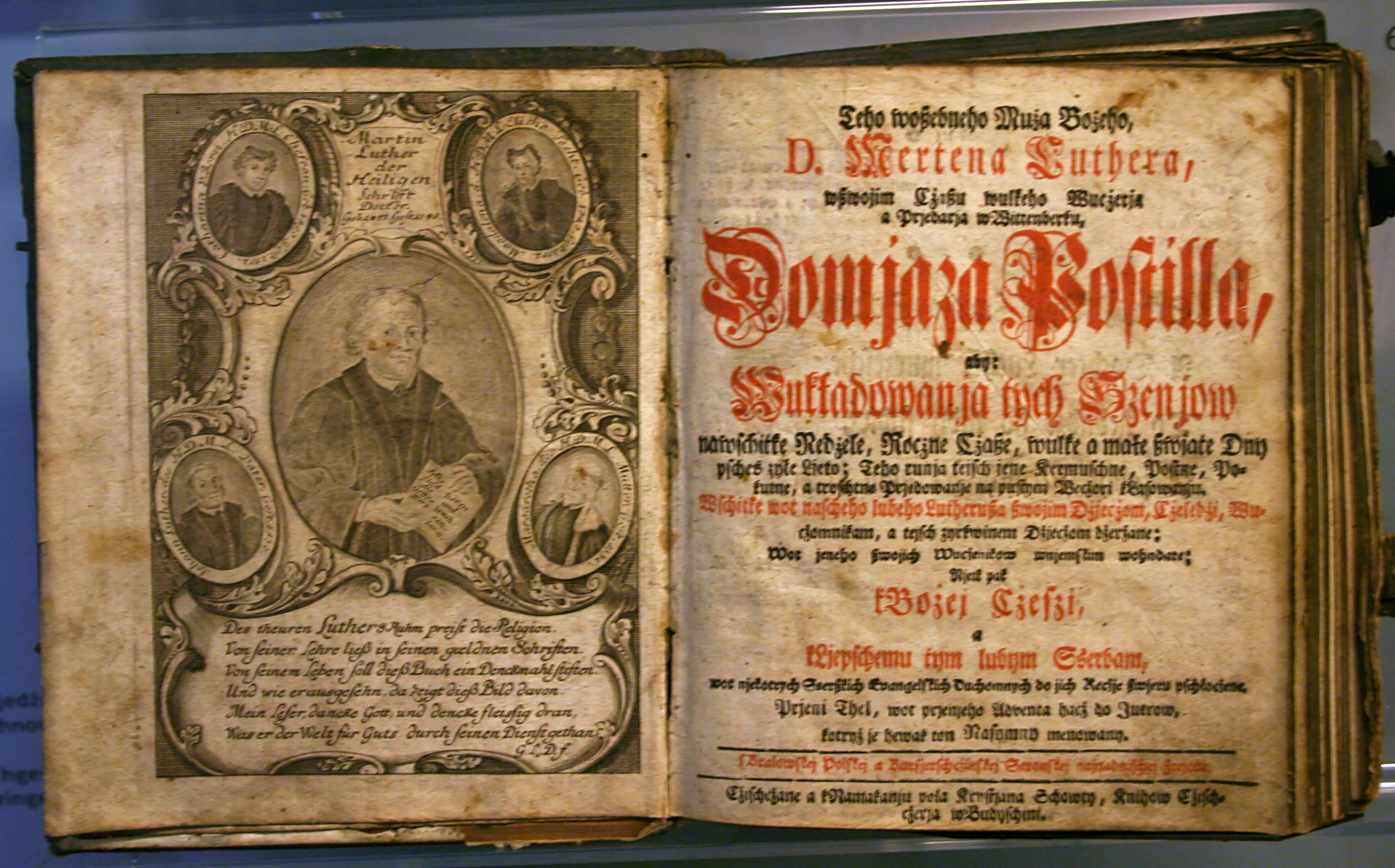
Apostila em alemão.

## História
Como exegese da Bíblia, o termo apostila foi usado pela primeira vez em 1228 na crônica de Nicolas Trivetus. A apostila considerada mais antiga é o Homiliarum de Paulo Diácono do século VIII, embora tal conceito ainda não existisse naquela época. A apostila mais exemplar, cumprindo uma função primariamente exegética, é considerada a obra Postillae perpetuae in Veterem et Novum Testamentum de Nicolau de Lira.
Na igreja cristã do século XIII, havia uma rotina para alguém ler passagem de texto da Bíblia para um grupo. Em seguida, os comentários para esses textos foram lidos na apostila.
Mais tarde, as apostilas passaram a conter explicações textuais mais homiléticas (semelhantes a sermões). A partir de meados do século XIV, havia apostilas com instruções sobre textos bíblicos e sermões correspondentes para todos os domingos do ano.
O Kirchenpostille de Martinho Lutero contém sermões de vários anos e foi publicada em 1526. Uma tradução sueca foi publicada em 1528 por Olaus Petri sob o título "En nyttog postilla ofuer någhor fåå Euangelia aff sommardelen" e em 1530 ele publicou seu próprio Een lijten postilla que cobriu o ano inteiro.
A palavra apostila foi usada muito menos durante a era do pietismo e do racionalismo, mas depois se tornou mais comum novamente por um curto período. Nas igrejas reformadas, a palavra apostila não é usada, em parte porque elas não usam palavras bíblicas determinadas centralmente para cada domingo.

## Apostilas luteranas antigas
Desde o tempo de Martinho Lutero, que publicou a primeira parte de sua apostila sob o título Enarrationes epistolarum et evangeliorum quas postillas vocant (Wittenberg, 1521), todo ciclo anual de sermões sobre as lições, seja consistindo de homilias ou sermões formais, é denominada apostila. Algumas das mais famosas apostilas luteranas são as de Lutero(Kirchenpostille, Wittenberg, 1527; Hauspostille, 1542, 1549), P. Melanchthon (Evangelien-Postille, Germ., Nuremberg, 1549; Lat., Hanover, 1594), M. Chemnitz (Evangelien-Postille, Magdeburg, 1594), L. Osiander (Bauern-Postille, Tübingen, 1597), e J. Arndt (Evangelien-Postille, Leipzig, 1616).

## Apostilas católicas romanas
Em 1530, apostilas eram comumente usados na pregação católica romana, pelo menos na Alemanha. Os dois (em latim) dee Thomas Stapleton provaram ser populares. Frymire tabulou o desenvolvimento de 1520 (luterano e católico romano).

## Apostilas tardias
O termo apostila caiu em desuso durante o período do pietismo e do iluminismo, mas foi revivido por Claus Harms (Winter-Postille, Kiel, 1812; Sommer-Postille, 1815). Tornou-se comum novamente através de W. Löhe (Evangelien-Postille, Frommel 1848; Epistel-Postille, 1858), e M. Stuttgart (Herzpostille, Bremen, 1882, 1890; Hauspostille, 1887–88; Pilgerpostille, 1890).
As igrejas reformadas, que desconsideram uma série regular de lições, não têm apostilas; na Igreja Católica Romana, o termo foi mantido, especialmente por meio de Leonard Goffiné (Hand-Postill oder christ-catholische Unterrichtungen von allen Sonn- and Feyr-Tagen des gantzen Jahrs (Mainz, 1690; popular, illustrated ed., reissued twenty-one times by H. Herder, Freiburg-im-Breisgau, 1875–1908; Eng. transl., T. Noethen, New York, n.d.).

## Lista de apostilas históricas (seleção)
- Martinho Lutero: Enarrationes epistolarum et evangeliorum quas postillas vocant. Wittenberg 1521.
- Martinho Lutero: Kirchenpostille. Wittenberg 1522.
- Martinho Lutero: Hauspostille. Wittenberg 1542.
- Philipp Melanchthon: Evangelien-Postille. Nürnberg 1549.
- Martin Chemnitz: Evangelien-Postille. Magdeburg 1594.
- Lucas Osiander der Ältere: Bauern-Postille. Tübingen 1597.
- Johann Arndt: Evangelien-Postille. Leipzig 1616.
- Leonhard Goffiné: Hand-Postill oder christ-catholische Unterrichtungen von allen Sonn- and Feyr-Tagen des gantzen Jahrs. Mainz 1690.
- Claus Harms: Winter-Postille. Kiel 1812
- Claus Harms: Sommer-Postille. Kiel 1815.
- Wilhelm Löhe: Winter-Postille. Stuttgart 1847.
- Wilhelm Löhe: Sommer-Postille. Stuttgart 1848.
- Wilhelm Löhe: Epistel-Postille. 1858.